# Ragnar Óskarsson

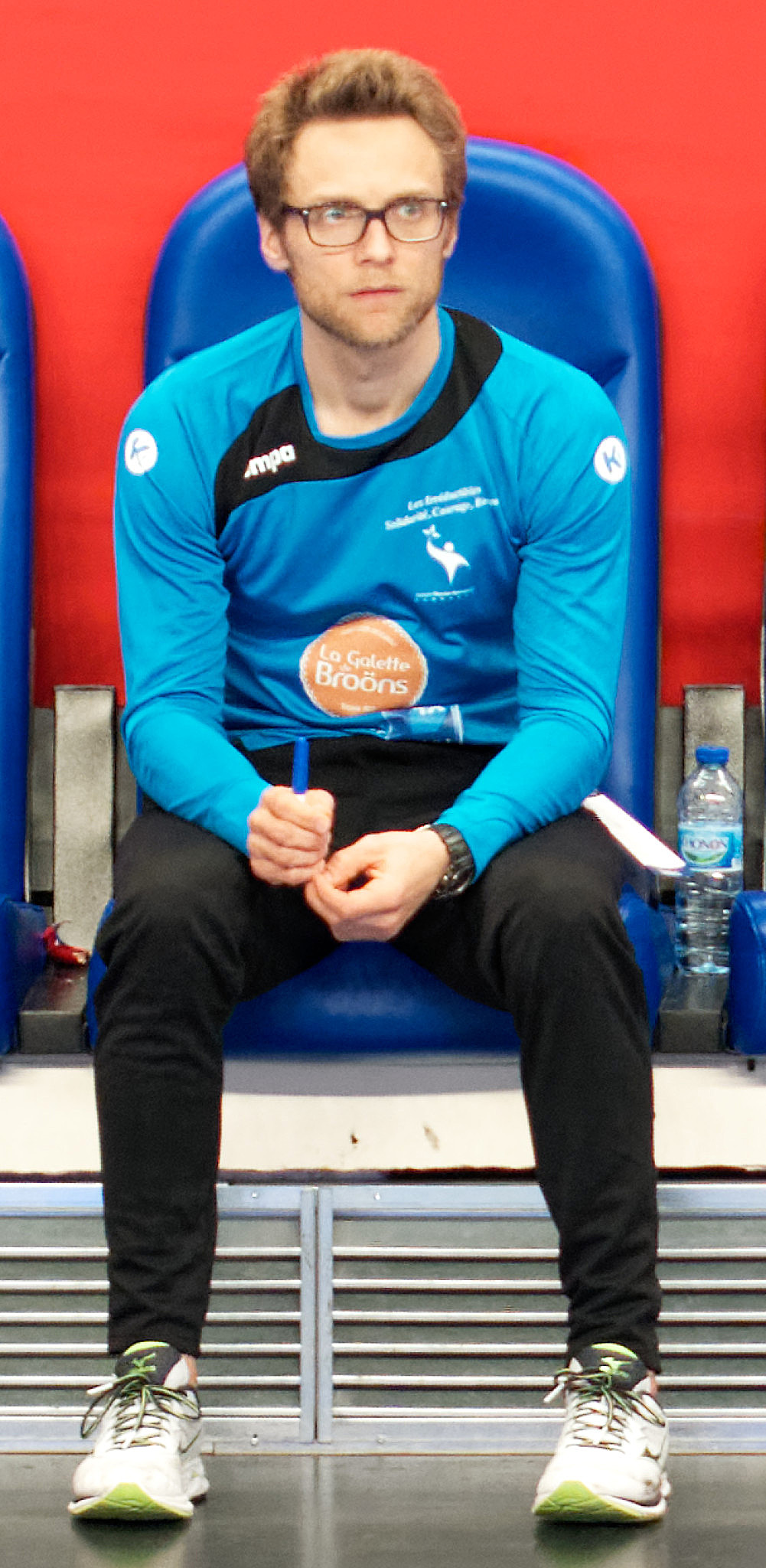
Ragnar Óskarsson, 2017

Ragnar Óskarsson (* 19. August 1978 in Reykjavík) ist ein ehemaliger Handballspieler und heutiger Trainer aus Island.
Der 1,83 Meter große und 85 Kilogramm schwere Ragnar Óskarsson stand bis 2011 bei Dunkerque HBGL unter Vertrag. Zuvor spielte er bei US Ivry HB, in Nîmes und bei Skjern Håndbold. Mit Ivry war er 2007 französischer Meister.
Für die isländische Nationalmannschaft bestritt er bis Dezember 2010 99 Länderspiele, in denen er 158 Tore warf. Er stand im erweiterten Aufgebot für die Weltmeisterschaft 2011. Bei der Europameisterschaft 2002 wurde er mit dem Nationalteam Islands Vierter.
Seit 2014 arbeitet er als Co-Trainer beim französischen Erstligisten Cesson Rennes.